# Campionati europei di 470 2015
I Campionati europei di 470 2015 si sono svolti ad Aarhus, in Danimarca, dal 27 giugno al 4 luglio 2015.

## Podi
| Evento        | Oro                                      | Argento                                   | Bronzo                                      |
| 470 Maschile  | Germania Ferdinand Gerz Oliver Szymanski | Grecia Panagiotis Mantis Pavlos Kagialis  | Russia Pavel Sozykin Denis Gribanov         |
| 470 Femminile | Slovenia Tina Mrak Veronika Macarol      | Francia Camille Lecointre Hélène Defrance | Regno Unito Sophie Weguelin Eilidh McIntyre |

## Medagliere
| Posiz. | Nazione     | Oro | Argento | Bronzo | Totale |
| ------ | ----------- | --- | ------- | ------ | ------ |
| 1      | Germania    | 1   | 0       | 0      | 1      |
| 1      | Slovenia    | 1   | 0       | 0      | 1      |
| 3      | Francia     | 0   | 0       | 1      | 1      |
| 3      | Grecia      | 0   | 0       | 1      | 1      |
| 5      | Regno Unito | 0   | 0       | 1      | 1      |
| 5      | Russia      | 0   | 0       | 1      | 1      |
| Totale | Totale      | 2   | 2       | 2      | 6      |